# Caloian
Caloian és un ritual de pluja a Romania, en certa manera molt semblant al Dodola. És originari de Valàquia (la part sud de Romania). L'origen d'aquest ritual, com és el cas de moltes altres creences i pràctiques populars locals, precedeix la difusió del cristianisme, tot i que va arribar a temps a associar-se al període de la Pasqua ortodoxa.
El ritual se celebrava sovint a principis de primavera per afavorir la fertilitat, tot i que també es podia celebrar en altres èpoques de l'any per acabar amb la sequera o amb un període de pluges excessives. Les noies joves fabricaven una o més nines de fang, que representaven el que alguna vegada haurien estat deïtats meteorològiques, sent les més importants el "Pare del Sol" i la "Mare de la pluja" (que es representa segons el propòsit del ritual). Aquestes nines es vestirien amb roba quotidiana i es col·locarien en un tauler de fusta o en un fèretre improvisat d'escorça d'arbres ornamentat amb flors i, així, representarien en el seu simbolisme corresponent el ritual tradicional d'enterrament, que es mostra aquí de forma simulada i presidit per nens.
Els participants portarien la petita efígie en processó pels camps, al voltant dels pous i al llarg dels cursos d'aigua abans d'enterrar finalment el caloian a la seva minúscula “tomba”. Al cap de tres dies, el caloian es desenterraria, tornaria al poble i tornà a lamentar-se fins que finalment es deixà anar per surar a les aigües d'un riu o llac o es tiraria a un pou. La cerimònia va acabar, les noies joves que realitzaven la cerimònia preparaven un pastís especial que es repartia entre els nens del poble. Aquest pastís es coneixia com ghismán o ghizman, el nom derivat del bíblic (jardí de) Getsemaní, que marca el fet que aquest ritual s'associava sovint amb el període de Pasqua observat per l'església ortodoxa.